# George Pickow
George Pickow (1 de fevereiro de 1922 – 10 de dezembro de 2010) foi um fotógrafo e cineasta norte-americano, narrou o cenário do folk e do jazz nos Estados Unidos, Reino Unido e outros países.
Suas fotografias retratam muitos artistas musicais, que vão desde Louis Armstrong, Little Richard, e Theodore Bikel, à Pete Seeger e Judy Collins, bem como artistas visuais, como Edward Hopper. Como cineasta, ele ajudou a narrar o Festival Folk de Newport e a tradição do Cornish Hobby Horse.

## Casamento com Jean Ritchie
Em 1950, Pickow se casou com a cantora norte-americana de folk Jean Ritchie, e os dois permaneceram juntos até à morte de George.